# Мимрик Павло Савелійович
Павло Савелійович Мимрик (нар. 28 червня 1921, Одеса, Українська РСР — пом. 8 липня 1974, Мінськ, Білоруська РСР) — радянський футболіст, захисник. Майстер спорту СРСР, заслужений тренер БРСР (1967).

## Життєпис
Виступав за одеську юнацьку команду, закінчив зубопротезну школу. На початку 1941 року призваний до армії. Навчався в Енгельській школі стрільців-радистів. Воював на Західному, 1-му та 3-му Білоруських, 1-му Прибалтійському фронтах. Обчислювач артдивізіону, потім командир топографічного відділення 150 артилерійської бригади. Брав участь у визволенні Мінська. Нагороджений орденом Червоної Зірки, медалями «За відвагу», «За взяття Кенігсберга» та іншими.
У 1946-1947 роках грав за мінську команду Будинку офіцерів. У 1947-1956 роках виступав за «Динамо»/«Спартак» (Мінськ), провів 209 матчів (147 — у класі «А» в 1947-1950, 1952, 1954-1955 роках). Був капітаном команди. Бронзовий призер 1954 року.
Провів один матч на Спартакіаді народів СРСР 1956 року у складі збірної Білоруської РСР (проти Азербайджану за 7 місце – 2:0).
Після закінчення кар'єри гравця 1957 року відпрацював начальником команди «Урожай» Мінськ, три наступні сезони — другим тренером. У 1961 році був помічником Віталія Косенюка в «Спартаку» (Берестя). У 1962-1963 році працював тренером у СКА (Мінськ), після розформування команди повернувся до Берестя. У 1966-1967 — тренер у «Німані» (Гродно), у 1968-1972 році — начальник команди. Згодом – тренер у групі підготовки «Динамо» (Мінськ).
Покінчив життя самогубством у липні 1974 року.
Старша донька Лідія стала педагогом, молодша донька Ганна почала працювати в проектному інституті у Мінську.